# Messe mit Diakon
Eine Messe mit Diakon (lateinisch Missa cum diacono) ist eine Form der heiligen Messe in der römisch-katholischen Kirche, in der ein Diakon dem zelebrierenden Priester assistiert.

## Geschichte
In der vom Priester geleiteten Messfeier, die sich etwa im 3. Jahrhundert als vereinfachte zweite Grundform der heiligen Messe aus der bischöflichen Liturgie entwickelte, war neben der Gemeinde und dem zelebrierenden Priester nur ein weiterer Kleriker vorhanden, der in der Regel zunächst ein Diakon war. Sein Dienst ging jedoch in der Folgezeit an einen Kleriker geringeren Grades über. Etwa um die Jahrtausendwende entstand als „späte Abzweigung vom Pontifikalgottesdienst“ das levitierte Hochamt, zelebriert von einem Priester unter Assistenz von zunächst mehreren Diakonen und Subdiakonen, dann als „Levitenamt“ mit einem Priester, einem Diakon und einem Subdiakon. So wurde es durchgängig bis zur Aussetzung des Subdiakonats durch Papst Paul VI. im Jahr 1972 vor allem in Klöstern, aber als feierliche Form der heiligen Messe auch in Pfarrkirchen praktiziert. In der außerordentlichen Form des Römischen Ritus ist es bis heute üblich.
Im Kartäuserorden und teilweise bei Benediktinern wurde die heilige Messe jedoch seit dem Mittelalter bis ins 20. Jahrhundert ohne Subdiakon zelebriert; hier assistierte nur ein Diakon dem Priester.
Bei der Reform der Karwochenliturgie durch Papst Pius XII. wurde 1957 in einer vereinfachten Form („Ritus simplex“) die Möglichkeit geschaffen, dass die Aufgaben des Diakons von einem zweiten Priester oder von einem Diakon übernommen wurden, auch wenn kein Subdiakon mitwirkte.

## Missa cum diaconoseit 1970

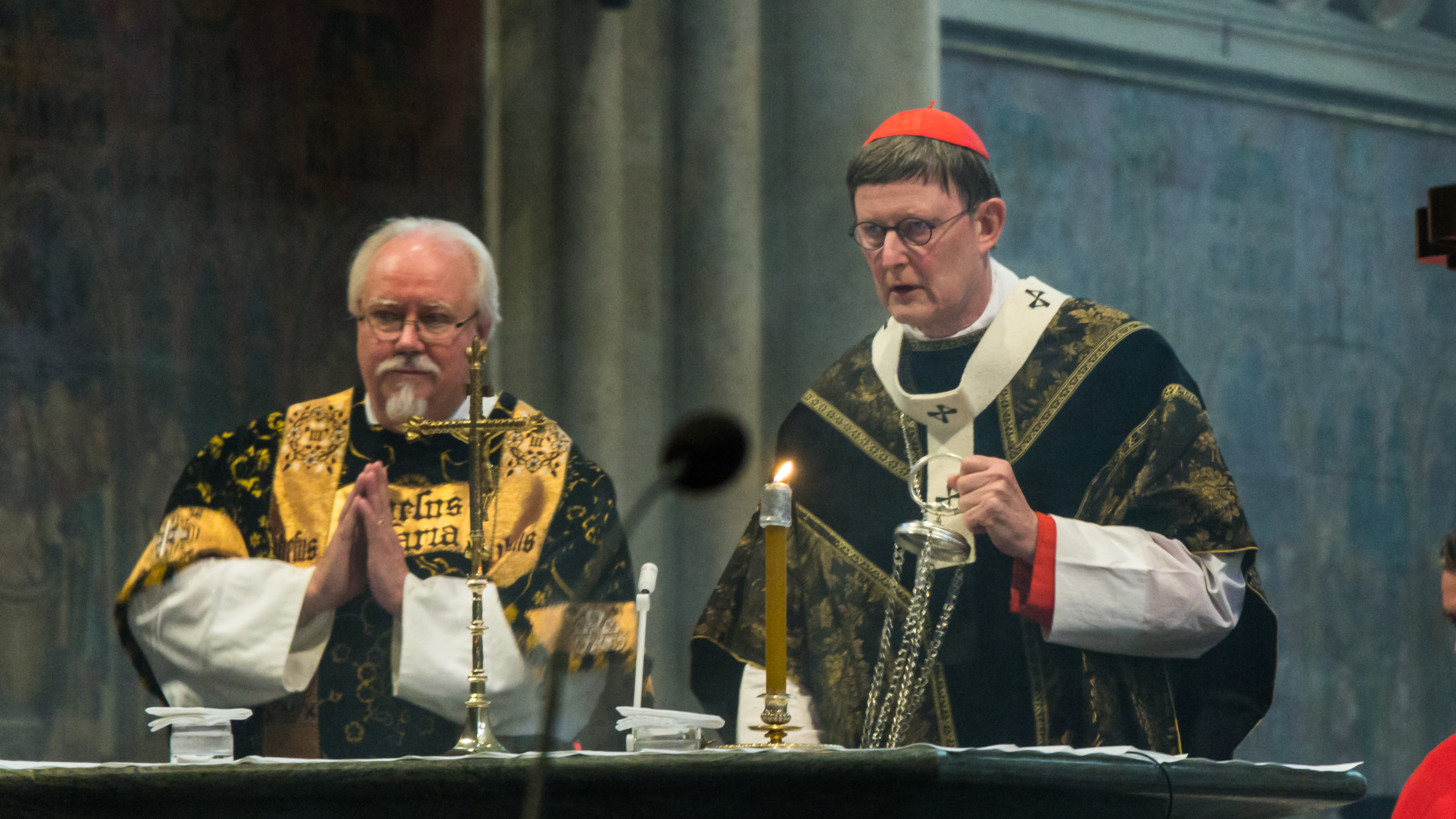
Rainer Kardinal Woelki und Domdiakon Reimund Witte beim Pontifikalrequiem cum diacono im Kölner Dom, Juli 2017

Das Zweite Vatikanische Konzil stellte 1964 das Amt des Ständigen Diakons als eigenständiges Amt in der katholischen Kirche wieder her. Seitdem sind in zahlreichen Diözesen neben Pfarrer und Gemeindereferent Diakone als Seelsorger in Pfarrgemeinden tätig und wirken auch bei der Eucharistiefeier mit.
Das von Papst Paul VI. 1970 herausgegebene erneuerte Missale Romanum sieht als eine Form der Gemeindemesse die „Messe mit Diakon“ vor, bei der der Diakon als Assistent des zelebrierenden Priesters fungiert. Auch bei der Konzelebration kann ein Diakon mitwirken, der dann dem Hauptzelebranten in ähnlicher Form wie in der Messfeier mit einem Priester assistiert. Sind mehrere Diakone anwesend, können sie die Aufgaben des Diakons untereinander aufteilen; ein Diakon kann z. B. die zum Singen vorgesehenen Texte übernehmen, ein anderer den Dienst am Altar. Es ist ausgeschlossen, dass ein Priester in Dalmatik die Rolle des Diakons übernimmt, wie es bis 1970 im Levitenamt gelegentlich praktiziert wurde.
Der Diakon trägt die Albe, darüber die Diakonenstola und die Dalmatik in der liturgischen Farbe des Tages oder des Anlasses; vom Tragen der Dalmatik kann auch abgesehen werden. In der Eucharistiefeier ist seine Rolle wie folgt bestimmt
- „Grundsätzliche Aufgabe des Diakons ist es:
  - dem Priester zu assistieren und ihn zu begleiten;
  - am Altar sowohl beim Kelch wie am Buch zu dienen;
  - falls keine anderen Mitwirkenden da sind, deren Aufgabe soweit als notwendig zu übernehmen.“[8]
- Dem Diakon kommt die Verkündigung des Evangeliums zu, wofür er vom Priester den Segen empfängt, und er kann die Homilie halten.
- Beim feierlichen Einzug kann er das Evangelienbuch tragen. Mit dem Priester vollzieht er zu Beginn und am Ende der Messe den Altarkuss.
- Sein Platz beim Wortgottesdienst ist neben dem Priester, bei der eucharistischen Liturgie am Altar beim Priester, aber etwas hinter ihm.
- Er kann die versammelte Gemeinde durch „geeignete Hinweise“ anleiten und trägt die Anliegen des Allgemeinen Gebets vor.
- Bei der Gabenbereitung bereitet er den Altar, nimmt Brot und Wein entgegen, bereitet den Kelch mit Wein und Wasser und reicht die eucharistischen Gaben dem Priester.
- Wird in der Messe Weihrauch benutzt, inzensiert der Diakon den Zelebranten und die Gemeinde.
- Nach dem Einsetzungsbericht lädt er die Gemeinde mit dem Ruf „Geheimnis des Glaubens“ zur Akklamation ein, nach dem Friedensgebet mit dem Ruf „Gebt einander ein Zeichen des Friedens und der Versöhnung“ zum Friedensgruß.
- Er hilft dem zelebrierenden Priester bei der Austeilung der Kommunion, purifiziert anschließend die sakralen Gefäße und stellt sie zusammen.
- Er entlässt nach dem Schlusssegen die Gemeinde mit dem Ruf des Ite, missa est.
- Wenn nötig, übernimmt er die Aufgaben anderer liturgischer Dienste, z. B. des Kantors.